# Colla de Castellers d'Esplugues

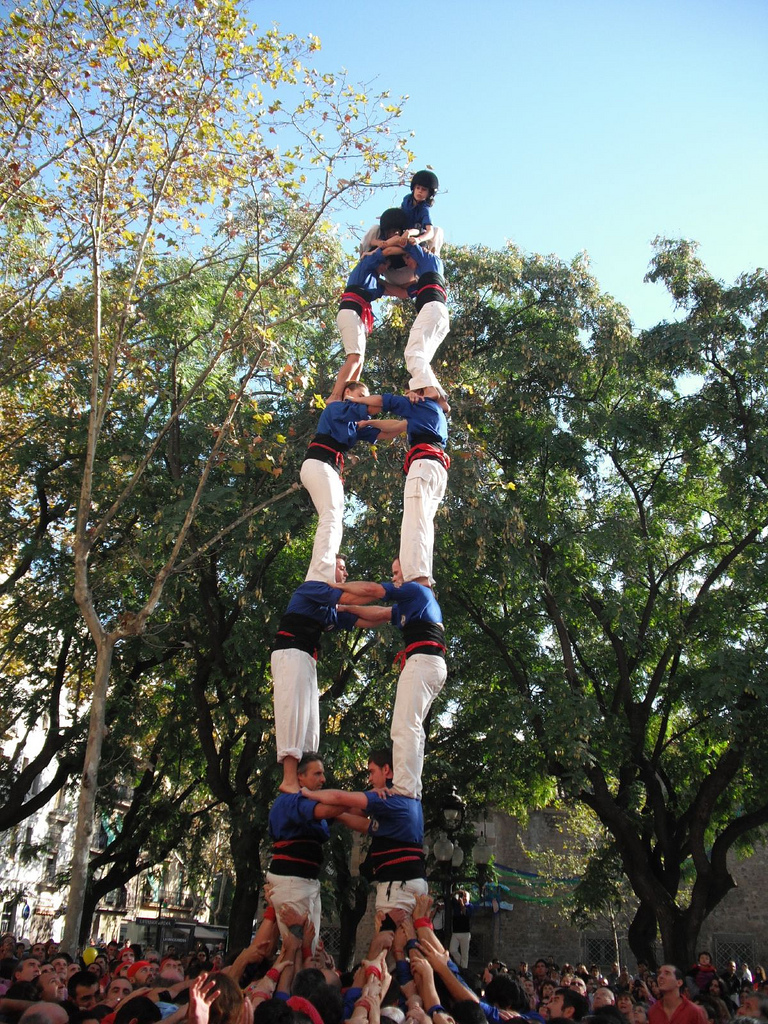
Primer 2 de 7 carregat per la colla al Clot

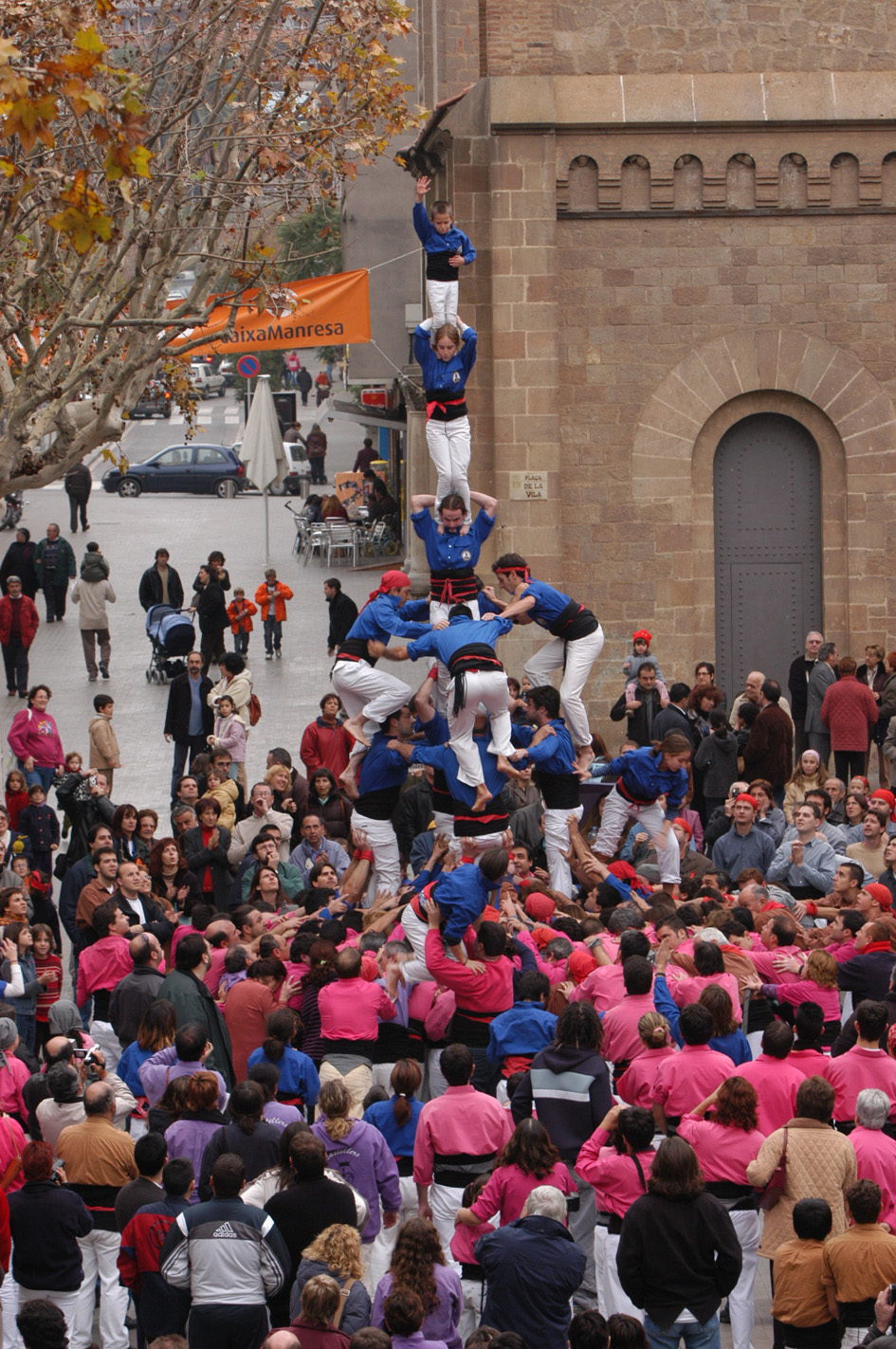
4 de 7 amb l'agulla descarregat a la VIII Trobada de colles castelleres del Baix Llobregat

La Colla de Castellers d'Esplugues, coneguts com a Cargolins, és una colla castellera d'Esplugues de Llobregat, al Baix Llobregat, fundada l'any 1994. Tenen una camisa de color blau elèctric, color predominant a l'escut d'Esplugues. Els seus castells assolits més importants són el 3 de 8, el 4 de 8, el 2 de 7, el 9 de 7, el 3 de 7 aixecat per sota i el 5 de 7.

## Història
La Colla de Castellers d'Esplugues va néixer el 1993, de la iniciativa de David Carreras, Quique Hernàndez, Josep Galtés i Jordi Maluenda. El blau de la camisa fou triat per ser el més representatiu de l'escut d'Esplugues, i l'escut de la colla per ser el guanyador d'un concurs ad hoc. Van actuar per primera vegada el 1994 a la Festa Major d'Esplugues de Llobregat, on descarregaren el seu primer 3 de 6. L'any següent la colla ja descarregava els castells bàsics de 7. L'any 1996 la colla descarregà per primer cop el pilar de 5. Aquell any també apadrinaren el naixement dels Castellers de Sant Feliu. El 1997 aparegué la revista Peus Negres, de periodicitat trimestral de bon començament, que posteriorment seria anual, i que surt a la llum el dia del sopar de Nadal. Els anys posteriors coincidiren amb un cert estancament de la colla en el seu nivell de castells, mentre que d'una altra banda s'estrenà l'actual local social del carrer de Josep Argemí.
L'1 de desembre del 2002, en el marc de la VIII Trobada de colles castelleres del Baix Llobregat, celebrada a Sant Feliu de Llobregat, els Castellers d'Esplugues descarregaren per primera vegada el 4 de 7 amb l'agulla, el qual fou el seu sostre fins al 2008. Durant els anys següents el nivell de construccions es mantingué per sota d'aquesta fita, fins al punt que fins al 5 de novembre de 2006 no recuperaren el pilar de 5, a Figueres. Durant els següents anys els Castellers d'Esplugues van experimentar un creixement de camises sostingut que els va permetre de superar els millors registres de la seva història i assolir el seu primer 5 de 7 en la Festa Major d'Esplugues de Llobregat el 21 de setembre del 2008. L'any 2009 assoliren dos nous castells, el 3 de 7 amb l'agulla, descarregat al primer intent el 20 de setembre a la Festa Major d'Esplugues de Llobregat, i el 2 de 7 carregat el 15 de novembre a la Festa Major del Clot, a Barcelona, que fins llavors fou el seu millor castell. L'any 2010 la colla va mantenir un nivell alt tot realitzant amb força regularitat castells de set i mig.
El 23 de setembre del 2012 a la Festa Major de Sant Mateu a Esplugues de Llobregat van fer la millor actuació de la història de la colla fins aquell moment. Van descarregar, al primer intent, el 4 de 8, el primer castell de vuit pisos assolit per la colla i amb el qual van esdevenir la segona colla del Baix Llobregat que assolia un castell de vuit, després dels Castellers de Cornellà. També van descarregar el 7 de 7, inèdit per la colla, i el desè 5 de 7 de la temporada. El 21 de setembre del 2014 van assolir la seva millor actuació fins al moment descarregant el 4 de 8, el 2 de 7 i el 3 de 7 aixecat per sota a la Festa Major de Sant Mateu a Esplugues de Llobregat.
El 23 de juliol del 2017 a la Festa Major de Santa Magdalena a Esplugues de Llobregat van fer, al primer intent, el 3 de 8 acompanyant-lo amb el 4 de 8 i el 2 de 7, convertint-se en la seva millor actuació fins a l'actualitat i en ser la primer colla del Baix Llobregat en fer una clàssica i descarregar un 3 de 8. El 19 de novembre de 2017 van repetir la clàssica a la Diada de Tardor de Poble Sec.

## Castells assolits
La taula següent mostra la data (any/mes/dia), diada i plaça en què la Colla de Castellers d'Esplugues carregaren i/o descarregaren per primera vegada els diferents castells que han assolit:
| Castell                 | Carregat   | Diada                                                              | Plaça                                                    | Descarregat | Diada                                                              | Plaça                                                    |
| ----------------------- | ---------- | ------------------------------------------------------------------ | -------------------------------------------------------- | ----------- | ------------------------------------------------------------------ | -------------------------------------------------------- |
| 4 de 7 amb l'agulla     | 2002-12-01 | VIII Trobada de colles castelleres del Baix Llobregat              | Sant Feliu de Llobregat                                  | 2002-12-01  | VIII Trobada de colles castelleres del Baix Llobregat              | Sant Feliu de Llobregat                                  |
| 5 de 7                  | 2008-09-21 | XV Diada dels Castellers d'Esplugues (Festa Major de Sant Mateu)   | Plaça de Santa Magdalena, Esplugues de Llobregat         | 2008-09-21  | XV Diada dels Castellers d'Esplugues (Festa Major de Sant Mateu)   | Plaça de Santa Magdalena, Esplugues de Llobregat         |
| 3 de 7 amb l'agulla     | 2009-09-20 | XVI Diada dels Castellers d'Esplugues (Festa Major de Sant Mateu)  | Plaça de Santa Magdalena, Esplugues de Llobregat         | 2009-09-20  | XVI Diada dels Castellers d'Esplugues (Festa Major de Sant Mateu)  | Plaça de Santa Magdalena, Esplugues de Llobregat         |
| 2 de 7                  | 2009-11-15 | Festa Major del Clot                                               | El Clot                                                  | 2014-09-21  | XXI Diada dels Castellers d'Esplugues (Festa Major de Sant Mateu)  | Plaça de Santa Magdalena, Esplugues de Llobregat         |
| 3 de 7 aixecat per sota | 2010-11-19 | XVII Diada dels Castellers d'Esplugues (Festa Major de Sant Mateu) | Plaça de Santa Magdalena, Esplugues de Llobregat         | 2010-11-19  | XVII Diada dels Castellers d'Esplugues (Festa Major de Sant Mateu) | Plaça de Santa Magdalena, Esplugues de Llobregat         |
| 4 de 8                  | 2012-09-23 | XIX Diada dels Castellers d'Esplugues (Festa Major de Sant Mateu)  | Plaça de Santa Magdalena, Esplugues de Llobregat         | 2012-09-23  | XIX Diada dels Castellers d'Esplugues (Festa Major de Sant Mateu)  | Plaça de Santa Magdalena, Esplugues de Llobregat         |
| 7 de 7                  | 2012-09-23 | XIX Diada dels Castellers d'Esplugues (Festa Major de Sant Mateu)  | Plaça de Santa Magdalena, Esplugues de Llobregat         | 2012-09-23  | XIX Diada dels Castellers d'Esplugues (Festa Major de Sant Mateu)  | Plaça de Santa Magdalena, Esplugues de Llobregat         |
| 9 de 7                  | 2015-09-20 | XXII Diada dels Castellers d'Esplugues (Festa Major de Sant Mateu) | Plaça de Santa Magdalena, Esplugues de Llobregat         | 2015-09-20  | XXII Diada dels Castellers d'Esplugues (Festa Major de Sant Mateu) | Plaça de Santa Magdalena, Esplugues de Llobregat         |
| 3 de 8                  | 2017-07-23 | Diada de Santa Magdalena-Memorial David Carreras                   | Jardins del Casal Robert Brillas, Esplugues de Llobregat | 2017-07-23  | Diada de Santa Magdalena-Memorial David Carreras                   | Jardins del Casal Robert Brillas, Esplugues de Llobregat |

## Nom
La Colla de Castellers d'Esplugues també són coneguts com els «Cargolins». Aquest nom prové de les antigues disputes veïnals entre els habitants de Sant Just Desvern i els d'Esplugues. La tradició més estesa explica que l'origen del malnom ve dels molts camps i horts de l'Esplugues rural d'abans de la guerra, on proliferaven els cargolins. Al seu torn, els habitants d'Esplugues anomenaven «rifenyos» els santjustencs, suposadament per un color de pell més fosc com el dels habitants de la vall del Rif, coneguda per la Guerra del Marroc.

## Organització
Com totes les colles actuals, la Colla de Castellers d'Esplugues s'organitza en dos grups de treball diferenciats: la junta directiva i la comissió tècnica. Al llarg de la història de la colla, els diferents caps de colla i presidents han sigut els següents:

### Caps de colla
- David Carreras i Trias (1994 - 1997)
- Joan Alcañiz i Cid (1998)
- Joan Castany Garcia i Sergi Puig (1999 - 2000)
- David Carreras i Trias (2001)
- Jaume Joan Verge i Bermúdez (2002 - 2004)
- Sílvia Lozano i Garcia (2005 - 2006)
- Jaume Joan Verge i Bermúdez (2007 - 2008)
- Adalbert Palau i Arís (2009 - 2010)
- Raimon Batlle i Girbau (2011 - 2012)
- Lluís Muñoz i Barberà (2013 - 2014)
- Joan Pujadas i Farré (2015 - 2016)
- Marina Sabaté i Vila (2017)
- Susana Servian Aguilera (2018 - 2020)[11]
- Txus Fernández (2020 - actualitat)

### Presidents
- David Carreras i Trias (1994 - 2000)
- Josep Maria Tarrés i Campreciós (2001 - 2005)
- Francisco Duran i Piñero (2006 - 2008)
- Jaume Calvo i Simon (2009)
- Josep Maria Tarrés i Campreciós (2010 - 2012)
- Ramon Sàlvia i Farré (2013 - 2016)
- Mari Luz Caparrós i Lara (2017)
- Josep Maria Tarrés i Campreciós (2018 - 2019)[12]
- Mari Luz Caparrós i Àlex Zavala (2020 - actualitat)